# Tibor Pézsa
Tibor Pézsa, född den 15 september 1935 i Esztergom, Ungern, är en ungersk fäktare.
Han tog OS-brons i herrarnas lagtävling i sabel i samband med de olympiska fäktningstävlingarna 1972 i München.